# Masakra w Postoloprtach
Masakra w Postoloprtach – zbrodnia popełniona na przełomie maja i czerwca 1945 przez żołnierzy armii czechosłowackiej i członków ochotniczej Gwardii Rewolucyjnej na internowanych sudeckoniemieckich mieszkańcach miast Postoloprty i Žatec w północnych Czechach. Udowodniono śmierć co najmniej 763 osób (przy czym szacunki historyków mówią o dwóch do trzech tysięcy ofiar), co czyni z postoloprckiej masakry drugie – po brneńskim marszu śmierci – najtragiczniejsze wydarzenie tzw. dzikich wypędzeń w pierwszych powojennych miesiącach.

## Okoliczności

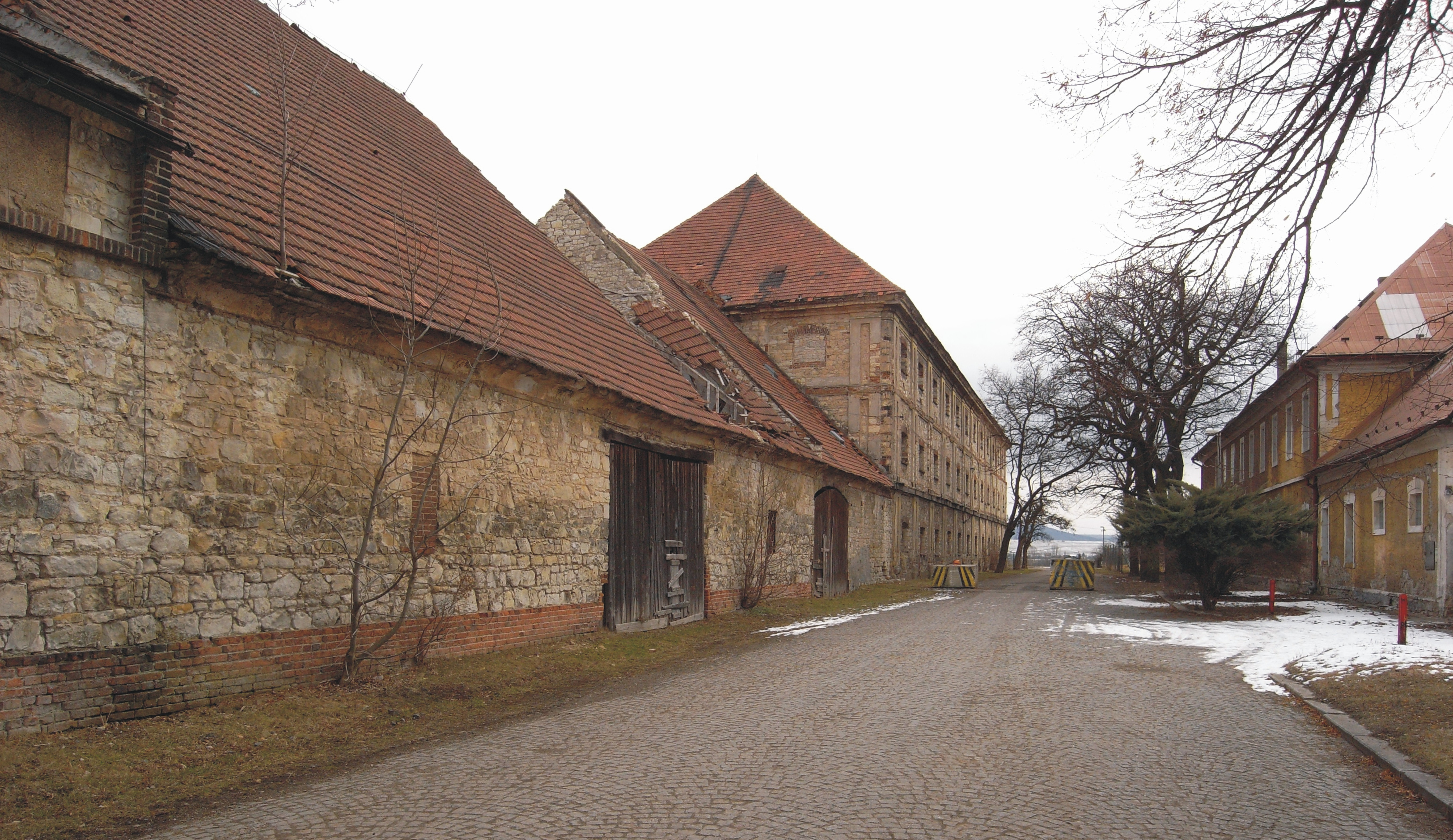
Koszary w Postoloprtach – jedno z miejsc internowania ofiar masakry

Miasto Postoloprty zostało wyznaczone przez czechosłowackie ministerstwo obrony na nową siedzibę sztabu 1 Dywizji Piechoty. W połowie maja 1945 do miasta dotarły jej pierwsze grupy operacyjne z zadaniem oczyszczenia rejonu z Niemców. Pomagał im na miejscu oddział Gwardii Rewolucyjnej kierowany przez dawnego policjanta Bohuslava Marka.
Na przełomie maja i czerwca żołnierze, dowodzeni przez kapitana Vojtěcha Černego, wraz z gwardzistami skupili i internowali tysiące cywilnych mieszkańców, zarówno z samych Postoloprt, jak i pobliskiego Žatca. Więźniów rozdzielono – mężczyźni w wieku od 13 do 65 lat zostali umieszczeni w koszarach, natomiast kobiety, dzieci i starcy w bażanciarni, gdzie wcześniej znajdował się obóz ćwiczeń Hitlerjugend. Następnie w ciągu kilku dni co najmniej 763 osoby bez sądu rozstrzelano. Egzekucje odbywały się bezpośrednio w koszarach i bażanciarni, ale też obok miejscowej szkoły, przy torach kolejowych, w winnicy i na piaskowni. Wśród zabitych było pięciu chłopców między 12 i 15 rokiem życia, próbujących uciec z obozu, by narwać sobie owoców.
Po tych wydarzeniach obóz zamknięto przenosząc pozostałych przy życiu w inne miejsca, gdzie doczekali planowych wysiedleń do Niemiec i Austrii.

## Śledztwo
W 1947 badaniem sprawy zajęła się komisja śledcza Narodowego Zgromadzenia Ustawodawczego pod przewodnictwem posła ludowców Bohumíra Bunžy. Z jej inicjatywy w dniach 17–21 września 1947 przeprowadzona została ekshumacja ofiar. Odkryto dziewięć masowych grobów, a w nich 763 ciała (w tym pięć kobiet i jedno dziecko); 452 spośród nich znajdowało się w bażanciarni. Rzeczywista liczba ofiar może być jednak większa, jako że nie wszystkie groby musiały zostać odnalezione – komisja oszacowała ją na 2300 osób. Przesłuchano Vojtěcha Černego i Bohuslava Marka. Obaj przyznali się do popełnionych czynów, szacując przy tym liczbę zabitych na co najmniej 1000.
Tzw. dzikie wypędzenia były jednak tematem niezwykle drażliwym politycznie i dlatego, mimo dowodów i zeznań, nie wszczęto przeciw nikomu żadnego postępowania, a raport końcowy komisji został utajniony. Po przewrocie komunistycznym (luty 1948) temat Postoloprt i innych zbrodni na czeskich Niemcach stał się tematem tabu, a poseł Bunža wyemigrowawszy z kraju został zaocznie skazany na śmierć.
Sprawę masakry otwarto ponownie po roku 1989. Policja badała przypadek w sumie trzykrotnie, dochodząc początkowo do wniosku, iż do zbrodni rzeczywiście doszło, ale niebędąc w stanie wskazać sprawców. To udało się dopiero za trzecim razem – udowodniono, że Vojtěch Černý wydał rozkaz zabicia pięciu chłopców, a Bohuslav Marek był winny kolejnym trzem zabójstwom; przyznano też, że z największym prawdopodobieństwem osoby te stały za pozostałymi mordami. Zarzutów nikomu nie postawiono, bowiem obaj od dawna nie żyją, a ponadto przestępstwo zabójstwa – jak stwierdził śledczy Pavel Karas: dziś oskarżono by ich zapewne o ludobójstwo, ale ówczesny porządek prawny takiego pojęcia nie znał – przedawniło się.

## Upamiętnienie
W 2009 w miejscu masowego mordu odsłonięto tablicę pamiątkową z napisem w języku czeskim i niemieckim:
„Wszystkim niewinnym ofiarom wydarzeń postoloprckich maja i czerwca 1945”.
Ze względu na duże kontrowersje i wciąż niepełne rozliczenie państwa i społeczeństwa czeskiego z epoką 1945–1948 z pierwotnej wersji tekstu brzmiącej: Niemieckim ofiarom masakry w Postoloprtach z roku 1945 usunięto informację o niemieckiej narodowości ofiar oraz określenie „masakra” zastąpiono neutralnym „wydarzenia”.